# 吉澤京子
吉澤 京子（よしざわ きょうこ）は、ウィーン在住の日本人ピアニスト。

## 経歴
東京都立川市出身。国立音楽大学ピアノ科卒業。その後、ウィーン市立音楽院ピアノ演奏科を最優秀の成績で卒業。田中希代子、鈴木久美、井崎展江、ユリカ・ベハール、フェレンツ・ラドシュに師事。室内楽科においてチェリストのベルンハルト・直樹・ヘーデンボルクとのデュオでアルテンベルク・トリオに師事。ウィーン国立音楽大学でオペラ伴奏をハラルド・ゲルツ教授に師事。
チェリスト、ハインリッヒ・シフとのグムンデン音楽祭でのリサイタル等をはじめ、主に様々な楽器奏者や歌手のパートナーとしてオーストリア国内を中心にヨーロッパ各国、日本で演奏活動をしている。 
現在ウィーンジングアカデミー合唱団専属ピアニスト、ウィーン国立音楽大学弦楽器科講師としてクラスピアニストを務める。
父は俳優の吉澤京夫、母は声優の槙伸子。実兄に演出家・劇作家の吉澤耕一、作曲家・プロデューサーの吉澤はじめがいる。